# 小樽中央自動車学校
小樽中央自動車学校（おたるちゅうおうじどうしゃがっこう/Otaru Chuo Driving School）は北海道小樽市にある株式会社北海道中央自動車学校（ほっかいどうちゅうおうじどうしゃがっこう）が運営する自動車教習所で、北海道公安委員会指定である。札幌トヨタグループ。

## 所在地
- 北海道小樽市オタモイ3丁目6-1

## 取扱免許
- 普通自動車（AT・MT）
- 準中型自動車（トヨタ・ダイナ）
- 中型自動車（日野・レンジャー）
- 大型自動車（日野・プロフィア）
- 大型特殊自動車
- 普通自動二輪車（AT・MT）
- 大型自動二輪車（AT・MT）

## 交通機関
無料送迎バス
- 祝津・高島・赤岩・手宮・幸方面
- 緑・松ヶ枝・最上・小樽商科大学方面
- 長橋・小樽駅・入船・南小樽方面

路線バス
- 北海道中央バス
  - 17 塩谷線
  - 18 余市線
    - ｢中央自動車学校前｣下車すぐ。